# ダニー・カレガリ
ダニー・マシュー・コーネリウス・カレガリ（Danny Matthew Cornelius Calegari）は、アメリカの数学者であり、2023年現在シカゴ大学数学科の教授を務めている。研究分野は、幾何学、力学系、低次元トポロジー、幾何群論など。数学者のフランク・カレガリは弟。

## 来歴
カレガリは1994年にメルボルン大学で数学の学士号（優等）を取得し、2000年にはカリフォルニア大学バークレー校にてアンドリュー・キャッソンとウィリアム・サーストンの共同指導のもとで博士号を取得した。博士論文のテーマは3次元多様体の葉層構造に関するものである。
2000年から2002年まではハーバード大学でベンジャミン・ピアス助教授（Benjamin Peirce Assistant Professor）を務め、その後カリフォルニア工科大学の教員となり、2007年にはマーキン教授（Merkin Professor）に就任した。2011年から2012年まではケンブリッジ大学にて純粋数学の大学教授（University Professor of Pure Mathematics）を務め、2012年以降はシカゴ大学の数学教授を務めている。
また、カレガリは短編小説の作家でもあり、Quadrant、Southerly、Overland などの文芸誌に作品を発表している。1992年には A Green Light という短編でThe Age Short Story Awardを受賞した。

## 受賞
カレガリは、マーデンの従順性予想およびアールフォルス測度予想の解決により、2009年にクレイ研究賞を受賞した。  
2011年には王立協会ウルフソン研究メリット賞（Royal Society Wolfson Research Merit Award）を受賞し、2012年にはアメリカ数学会フェローに選出された。
また、2012年にシカゴ大学でナンブーディリ幾何学・トポロジー講義（Namboodiri Lectures）、2013年にテルアビブ大学でブルーメンタール講義（Blumenthal Lectures）を行った。2022年には国際数学者会議（ICM）で招待講演を行い、2024年にはボーフム大学でのフレーア講義（Floer Lectures）およびワシントン大学セントルイス校でのローバー講義（Roever Lecture）を担当した。

## 主な業績
- Calegari, Danny (2007). Foliations and the geometry of 3-manifolds. Oxford Mathematical Monographs. Oxford: Oxford University Press. pp. xiv+363 pp. ISBN 978-0-19-857008-0. MR2327361
- Calegari, Danny (2009). scl (stable commutator length). MSJ Memoirs. 20. Tokyo: Mathematical Society of Japan. pp. xii+209 pp. ISBN 978-4-931469-53-2. MR2527432
- Calegari, Danny (1999). “{\displaystyle \mathbb {R} }-covered foliations of hyperbolic 3-manifolds”. Geometry & Topology 3:  137–153. arXiv:math/9808064. doi:10.2140/gt.1999.3.137. MR1695533.
- Calegari, Danny; Dunfield, Nathan (2003). “Laminations and groups of homeomorphisms of the circle”. Inventiones Mathematicae 152 (1):  149–204. arXiv:math/0203192. Bibcode: 2003InMat.152..149D. doi:10.1007/s00222-002-0271-6. MR1965363.
- Calegari, Danny (2006). “Promoting essential laminations”. Inventiones Mathematicae 166 (3):  583–643. arXiv:math/0210148. Bibcode: 2006InMat.166..583C. doi:10.1007/s00222-006-0004-3. MR2257392.
- Calegari, Danny; Gabai, David (2006). “Shrinkwrapping and the taming of hyperbolic 3-manifolds”. Journal of the American Mathematical Society 19 (2):  385–446. arXiv:math/0407161. doi:10.1090/S0894-0347-05-00513-8. MR2188131.
- Calegari, Danny (2006). “Universal circles for quasigeodesic flows”. Geometry & Topology 10 (4):  2271–2298. arXiv:math/0406040. doi:10.2140/gt.2006.10.2271.
- Calegari, Danny (2008). “What is stable commutator length?”. Notices of the American Mathematical Society 55 (9):  1100–1101. MR2451345.